# Benoît Janvier
Benoît Janvier (ur. 13 marca 1978) – francuski szpadzista, złoty medalista mistrzostw świata.
Podczas mistrzostw świata w Lizbonie w 2002 roku Francuzi w składzie: Fabrice Jeannet, Benoît Janvier, Jean-Michel Lucenay i Hugues Obry zdobyli złoty medal w turnieju drużynowym. W rywalizacji indywidualnej zajął tam dziesiąte miejsce.
Ponadto zdobył złoto w zawodach drużynowych na mistrzostwach Europy w Funchal w 2000 roku i mistrzostwach Europy w Bourges w 2003 roku oraz brązowy drużynowo na mistrzostwach Europy w Koblencji w 2001 roku.
Nigdy nie wziął udziału w igrzyskach olimpijskich.